# Diploperla robusta
Diploperla robusta és una espècie d'insecte plecòpter pertanyent a la família dels perlòdids.
En el seu estadi immadur és aquàtic i viu a l'aigua dolça, mentre que com a adult és terrestre i volador.
Es troba a Nord-amèrica: els Estats Units (Alabama, Connecticut, Maryland, Illinois, Indiana, Kentucky, Ohio, Pennsilvània Tennessee, Virgínia i Virgínia Occidental).